# Henry Lee Jr.

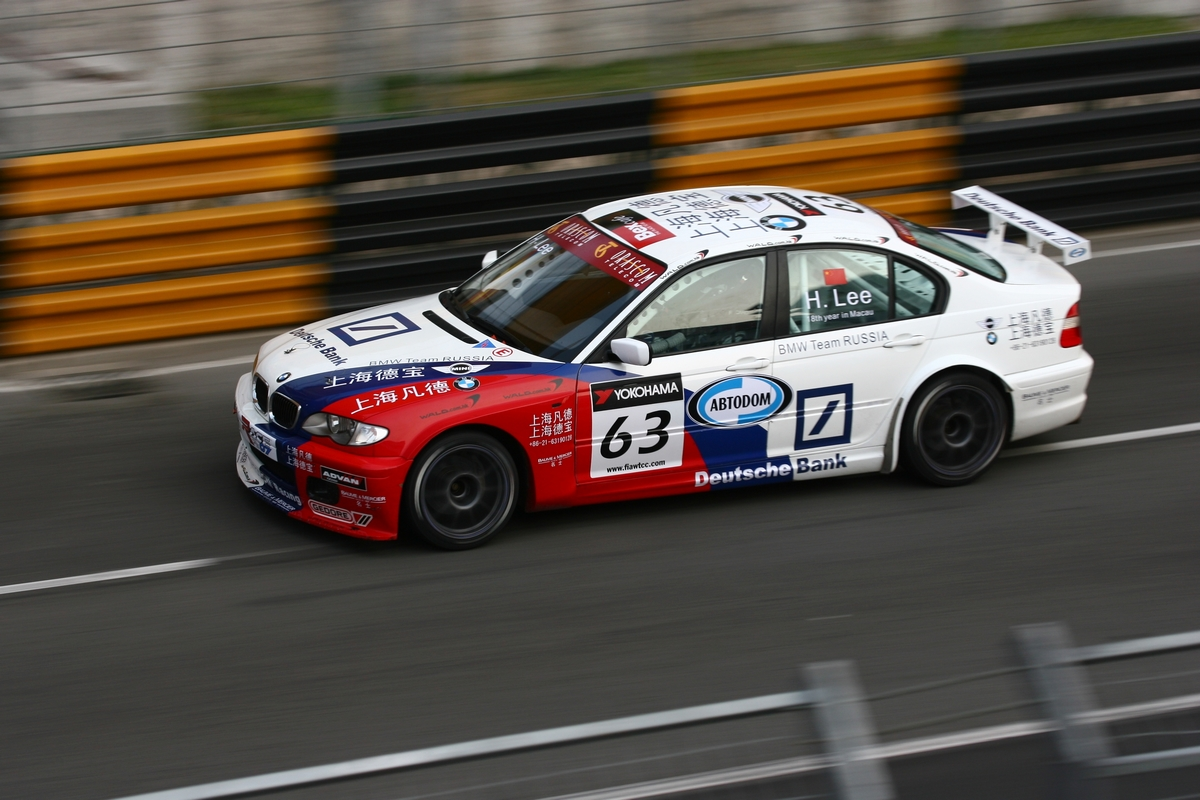
Henry Lee Junior driving his BMW320i in the Macau Guia in 2007.

Henry Lee Man-Kee Junior (Chinees: 李萬祺, Hanyu pinyin: Li Wanqi, Hongkong 18 maart 1958) is een Hongkongs autocoureur.

## Vroege leven
Lee is de zoon van motorcoureur Henry Lee Hok-Ping, die ook werkte bij Sime Darby. Hij studeerde af in bedrijfswetenschappen op de University of Southern California. Hij was een fan van de autosport van jongs af aan door zijn vader. Hij maakte zijn debuut in het karting in 1986 en nam in 1988 deel aan de toerwagenrace op het Circuito da Guia. 

## Racecarrière
In 1999 reed Lee in een Volvo S40 voor het team Ghiasport en werd gesponsord door Ericsson. In 2001 werd hij failliet verklaard na verschillende verliezen tijdens de Aziatische financiële crisis in 1997. Hierna werden al zijn raceactiviteiten gesponsord.
Lee reed voor WK Longman Racing in het Asian Touring Car Championship in 2000, gesponsord door NuLife. Na een lang gevecht met zijn goede vriend Charles Kwan won hij het kampioenschap. In 2002 reed hij in het Hong Kong Touring Car Championship voor het team GR Asia in een Ford Focus gesponsord door Valvoline en won het kampioenschap. In 2005 reed hij in een Honda Accord voor Ghiasport in het China Circuit Championship. Het jaar daarop bleef hij in dat kampioenschap rijden in een Focus voor het team Changan Ford Racing. Hij won één race op het Goldenport Park Circuit.
In 2007 nam Lee deel aan de race in Macau in het World Touring Car Championship in een BMW 320i voor het team Avtodom Racing. Hij kwalificeerde zich als 27e, maar crashte in de eerste ronde van de eerste race. Hierdoor had hij zoveel schade dat hij niet kon starten in de tweede race.

## Persoonlijk
Lee trouwde met actrice Candice Yu in 1987. Ze hebben twee dochters, geboren in 1988 en 1991. Yu maakte in april 2003 bekend dat zij twee maanden eerder waren gescheiden na zestien jaar huwelijk.
Op 31 januari 2008, enkele maanden voor zijn vijftigste verjaardag, trouwde Lee met de 26-jarige Yu Yang, met wie hij al een zoon had gekregen in 2007.